# Eslovaquia en los Juegos Paralímpicos de Pekín 2008
Eslovaquia estuvo representada en los Juegos Paralímpicos de Pekín 2008 por un total de 36 deportistas, 29 hombres y siete mujeres.

## Medallistas
El equipo paralímpico eslovaco obtuvo las siguientes medallas:
| Nombre                          | Deporte          | Evento                            |
| ------------------------------- | ---------------- | --------------------------------- |
| Oro                             |                  |                                   |
| Rastislav Revúcky Ján Riapoš    | Tenis de mesa    | Equipo 1-2 masculino              |
| Veronika Vadovičová             | Tiro             | Rifle de aire de pie SH1 femenino |
| Plata                           |                  |                                   |
| Rastislav Tureček               | Ciclismo en ruta | Contrarreloj HC A masculino       |
| Alena Kánová                    | Tenis de mesa    | Individual 3 femenino             |
| Richard Csejtey Miroslav Jambor | Tenis de mesa    | Equipo 6-8 masculino              |
| Bronce                          |                  |                                   |
| Miroslav Jambor                 | Tenis de mesa    | Individual 8 masculino            |